# Koski, Sibbo
Koski är en ö i Finland. Den ligger i Finska viken och i kommunen Sibbo i den ekonomiska regionen  Helsingfors i landskapet Nyland, i den södra delen av landet. Ön ligger omkring 24 kilometer öster om Helsingfors.
Öns area är 0,7 hektar och dess största längd är 160 meter i nord-sydlig riktning.